# Пертозерский скит
Пертозе́рский скит — старообрядческий центр филипповского толка в Кемском уезде Архангельской губернии в районе озёр Пертозеро и Тегозеро, в 12-13 км от села Сумский Посад.

## История
Основан в 1830-х годах старообрядцами аристовского согласия: новгородской дворянкой, вдовой прапорщика Г. А. Карташёва, Анной Карташёвой (инока Доменика) с сыном Григорием из Санкт-Петербурга. Дочь (инока Анфиса) поселилась здесь ранее, в 1823 году.
В 1849 году скит был ликвидирован властями, однако к 1880-м годам постепенно был возрождён, насчитывал до 50 членов — поморских жителей, занимавшихся огородничеством и рыболовством.
Наставником его стал крестьянин Колежмской волости Фёдор Постников, в доме которого помещалась молельня скита.
В 1929 году Пертозерский скит насчитывал 8 дворов, где жили в основном женщины преклонного возраста во главе с А. Г. Рохмистровой. Службы в молельне проводились наставником И. Д. Дмитриевым.
По-видимому, скит был закрыт в 1930-х годах.